# Townsendia nigra
Townsendia nigra är en tvåvingeart som beskrevs av Werner Back 1909. Townsendia nigra ingår i släktet Townsendia och familjen rovflugor. Inga underarter finns listade i Catalogue of Life.